# 郁久閭豆崙
郁久閭 豆崙（漢音：いくきゅうろ とうろん、拼音：Yùjiŭlǘ Dòulún、？ - 492年）は、柔然の可汗。予成の子。可汗号は伏古敦可汗（ふくことんかがん）といい、“恒可汗”という意味である。

## 生涯
永康22年（485年）、予成が死去すると、子の豆崙が立って伏古敦可汗と号し、称元して太平元年とした。豆崙の性格は残忍・暴虐で殺人を好んだ。そのため、柔然の名臣である侯毉垔と石洛候が何度も豆崙を諫め、また北魏と和睦を結ぶことを勧めて、中国への侵攻をやめさせようとした。豆崙は怒り、石洛候が謀反したと誣告して殺害し、その三族を皆殺しにした。
太平2年（486年）1月、柔然は北魏の塞を侵す。3月、豆崙は使者の牟提らを北魏に派遣して朝貢した。このころ勅勒が柔然に叛いたので、豆崙は自らこれを討伐した。12月、柔然は北魏の塞を侵す。
太平3年（487年）8月、柔然は北魏の塞を侵す。これに対し、北魏の平原王陸叡は5千騎を率いてこれを討ち、柔然帥の赤阿突らを捕える。このほかにも豆崙は頻繁に北魏の塞を侵犯したので、柔玄鎮将の李兜はこれを討った。この年、柔然隷属下の高車副伏羅部の阿伏至羅とその従弟の窮奇は、豆崙の北魏侵犯を諫めたが、豆崙が聞き入れないので、所部の衆10余万落を率いて、柔然から離反した。豆崙はこれを討つが敗戦を重ね、東へ移った。
太平4年（488年）12月、柔然の伊吾戍主の高羔子が衆3千を率いて北魏に帰順した。
太平5年（489年）、柔然別帥の叱呂勤が衆を率いて北魏に帰順。
太平6年（490年）、地豆于・庫莫奚の東夷諸族が相次いで北魏の塞を侵した。これは487年の豆崙が東へ移ったことによるものに起因する。
太平8年（492年）8月、北魏の孝文帝は陽平王元頤・左僕射の陸叡を都督とし、領軍将軍の斛律桓ら12人の将軍、騎兵7万を統率して豆崙を討伐させた。豆崙は叔父の那蓋とともに高車の阿伏至羅を撃った。豆崙は浚稽山の北から西方に向かい、那蓋は金山（アルタイ山脈）から出た。豆崙は何度も阿伏至羅に敗れたが、那蓋は勝利と戦利品の獲得を重ねた。これにより柔然の民衆は那蓋に天の助けがあるとし、那蓋を推戴して可汗としようとした。那蓋は固辞したので、民衆は豆崙の母子を殺害し、遺体を那蓋に示した。こうして那蓋は可汗位を継ぎ、候其伏代庫者可汗と号した。

## 可賀敦（かかとん:皇后）
- 侯呂陵氏

## 参考資料
- 『南斉書』（列伝第四十 芮芮虜）
- 『魏書』（列伝第四十二 高閭、列伝第九十一 蠕蠕 高車）
- 『北史』（列伝第八十六 蠕蠕）